# Papillon d'or
Pour le film tunisien, voir Papillon d'or (film).
Les Papillons d'or, ou Altın Kelebek en turc, sont des récompenses de télévision et de musique turques créés en 1973 par le quotidien à grand tirage Hürriyet. Elles sont remises lors d'une cérémonie retransmise à la télévision, et ce sont les lecteurs du journal qui départagent les personnalités, programmes ou œuvres sélectionnées.